# Пркосава
Пркосава је насеље у градској општини Лазаревац у граду Београду. Према попису из 2022. било је 208 становника.

## Историја
Село се налази источно од Лазаревца. Први писани траг о постојању места налази се у књизи Др. Хазим Шабановић: „Турски извори за историју Београда“ страна 180, где стоји да село Пркосава има 11 домова. У арачки списковима из првих десетина 19.века помиње се Пркосава; имала је 1818. г. 16, и припадала је Катићевој Кнежини. По попису из 1921. г. Пркосава је имала 49 кућа са 308 становника.
Предање вели да су се доселила два брата, Вулић и Вујић, од Сјенице, и да су се настанили најпре у Рудовцима. Услед неке свађе напусте ово место и „у пркос“ Рудовчанима населе се у непосредној близини, у забран који је припадао Црљенцима. Због тога што су овде дошли из „пркоса“ веле да је село добило ово име. Од ова два брата су породице Вучићи и Вуличићи. (подаци крајем 1921. године).

## Положај села
Пркосава је мало село на развођу Пештана и Турије, а између села Барошевац, Рудовци, Венчана и Стрмова. Куће су груписане по родовима. Оне су по косама и чине насеље више разбијеног типа, који се дели на Горњи Крај, Вулићевића Крај и Демировића Крај.

## Воде
Између коса су потоци Гушевац, Дрење и Буков Поток. За пиће и домаће потребе употребљава се вода из бунара и са извора Дрења и Буковог Извора. Неколико бунара лети пресушује.

## Земље
Њиве и ливаде су на местима која се зову: Дољача, Виногради, Орница, Стражевица, Рт, Сиљевито Поље, Раван, Караула до Тулежа, Широка Раван до Венчана, Гај, Умка до Малих Црљена, Павлово Брдо и Делови. Сеоска заједничка утрина је на Брдима до Стрмова. У Великом Пољу раскопане су наслаге мрког угља (лигнита).

## Старине у селу
У Дољачи има један камени надгробни споменик („белег“) који је, по народном казивању, подигнут на гробу неког детета, кога су Турци на том месту посекли.
На белом камену, који је по свој прилици тесан од сибничког белог камена, и служио као део стуба или постоља за крстионицу и има натпис, који је оштећен. Он је особито резан и са необично читким и лепим словима.

## Настанак села и имена села
Село су основали досељеници од Новог Пазара у првој десетини прошлог века. Они су се прво населили у Рудовце, али, због своје напраситости, нису се слагали са Рудовчанима, па њима „у пркос“ населе се недалеко од Рудоваца на једној шумовитој коси и то насеље назову Пркосава. По другом казивању на месту данашње Пркосаве био је рудовачки збег. Ту у збегу имали су Рудовчани колибе, које су касније преворили у стално насеље.

## Подаци о селу
Данашње гробље је на Брду у селу. Литија се носи на Бели Четвртак по Духовима.
Године 1818. Пркосава је имала 16 кућа а 1844. године 17 кућа и 112 становника. Данас у селу има 4 рода са 68 кућа

## Демографија
У насељу Пркосава живи 264 пунолетна становника, а просечна старост становништва износи 41,3 година (40,2 код мушкараца и 42,5 код жена). У насељу има 97 домаћинстава, а просечан број чланова по домаћинству је 3,27.
Ово насеље је великим делом насељено Србима (према попису из 2002. године), а у последња три пописа, примећен је пад у броју становника.
|  |

| Демографија | Демографија | Демографија |
| Година      | Становника  | Становника  |
| ----------- | ----------- | ----------- |
| 1948.       | 393         |             |
| 1953.       | 445         |             |
| 1961.       | 448         |             |
| 1971.       | 367         |             |
| 1981.       | 351         |             |
| 1991.       | 339         | 339         |
| 2002.       | 317         | 317         |

| Етнички састав према попису из 2002.‍ | Етнички састав према попису из 2002.‍ | Етнички састав према попису из 2002.‍ | Етнички састав према попису из 2002.‍ | Етнички састав према попису из 2002.‍ |
| ------------------------------------ | ------------------------------------ | ------------------------------------ | ------------------------------------ | ------------------------------------ |
|                                      |                                      |                                      |                                      |                                      |
| Срби                                 | Срби                                 |                                      | 309                                  | 97,47%                               |
| Македонци                            | Македонци                            |                                      | 6                                    | 1,89%                                |
| Југословени                          | Југословени                          |                                      | 1                                    | 0,31%                                |
| непознато                            | непознато                            |                                      | 0                                    | 0,0%                                 |

| Година пописа     | 1948. | 1953. | 1961. | 1971. | 1981. | 1991. | 2002. |
| ----------------- | ----- | ----- | ----- | ----- | ----- | ----- | ----- |
| Број домаћинстава | 75    | 84    | 94    | 90    | 87    | 99    | 97    |

| Број чланова      | 1  | 2  | 3  | 4  | 5  | 6 | 7 | 8 | 9 | 10 и више | Просек |
| ----------------- | -- | -- | -- | -- | -- | - | - | - | - | --------- | ------ |
| Број домаћинстава | 13 | 25 | 15 | 24 | 11 | 6 | 2 | 1 | 0 | 0         | 3,27   |

| Пол    | Укупно | Неожењен/Неудата | Ожењен/Удата | Удовац/Удовица | Разведен/Разведена | Непознато |
| ------ | ------ | ---------------- | ------------ | -------------- | ------------------ | --------- |
| Мушки  | 139    | 36               | 85           | 10             | 8                  | 0         |
| Женски | 132    | 17               | 83           | 25             | 7                  | 0         |
| УКУПНО | 271    | 53               | 168          | 35             | 15                 | 0         |

| Пол    | Укупно                    | Пољопривреда, лов и шумарство | Рибарство                            | Вађење руде и камена | Прерађивачка индустрија       |
| ------ | ------------------------- | ----------------------------- | ------------------------------------ | -------------------- | ----------------------------- |
| Мушки  | 97                        | 11                            | 0                                    | 72                   | 3                             |
| Женски | 24                        | 5                             | 0                                    | 2                    | 4                             |
| УКУПНО | 121                       | 16                            | 0                                    | 74                   | 7                             |
| Пол    | Производња и снабдевање   | Грађевинарство                | Трговина                             | Хотели и ресторани   | Саобраћај, складиштење и везе |
| Мушки  | 1                         | 7                             | 1                                    | 0                    | 0                             |
| Женски | 0                         | 1                             | 0                                    | 6                    | 0                             |
| УКУПНО | 1                         | 8                             | 1                                    | 6                    | 0                             |
| Пол    | Финансијско посредовање   | Некретнине                    | Државна управа и одбрана             | Образовање           | Здравствени и социјални рад   |
| Мушки  | 0                         | 0                             | 0                                    | 0                    | 0                             |
| Женски | 0                         | 0                             | 2                                    | 3                    | 1                             |
| УКУПНО | 0                         | 0                             | 2                                    | 3                    | 1                             |
| Пол    | Остале услужне активности | Приватна домаћинства          | Екстериторијалне организације и тела | Непознато            | Непознато                     |
| Мушки  | 0                         | 0                             | 0                                    | 2                    | 2                             |
| Женски | 0                         | 0                             | 0                                    | 0                    | 0                             |
| УКУПНО | 0                         | 0                             | 0                                    | 2                    | 2                             |